# Susannah York
Susannah York (9 de enero de 1939 - 15 de enero de 2011), fue una actriz británica.

## Carrera
Nacida en Londres, Inglaterra. Su carrera cinematográfica comenzó con Tunes of Glory (1960), con Alec Guinness y John Mills. En 1961 interpretó un papel principal en The Greengage Summer, con Kenneth More y Danielle Darrieux.
York fue Sophie Western en la película ganadora de un Óscar Tom Jones (1963), con Albert Finney. También apareció en Sands of the Kalahari (1965), A Man for All Seasons (1966), The Killing of Sister George (1968) y  La Batalla de Inglaterra (1969). Coprotagonizó la película para televisión Jane Eyre (1970), con George C. Scott, donde interpreta a Jane Eyre.
York fue nominada para un Óscar como mejor actriz de reparto por Danzad, danzad malditos (1969), pero perdió, ganando Goldie Hawn por su papel en Flor de cactus.
En 1972, ganó el premio a la Mejor Actriz en el Festival Internacional de Cine de Cannes por su papel en Images (1972). Fue Lara, la madre biológica de Superman, en Superman (1978) y sus secuelas, Superman II (1980) y Superman IV: The Quest for Peace. York hizo apariciones en muchas series de televisión británicas, incluyendo Armchair Theatre (1972), Great Mysteries (1973), Prince Regent (1979) como María Fitzherbert, la esposa clandestina del futuro Jorge IV, We'll Meet Again (1982), Holby City (2003), Missing (2010) y Doctors (2010) sus últimos trabajos.
En el año 2006, junto a la banda italiana de power metal Rhapsody Of Fire fue la voz de Eloin para el álbum Triumph Or Agony.

## Premios y distinciones
Premios Óscar
| Año  | Categoría               | Película                 | Resultado |
| ---- | ----------------------- | ------------------------ | --------- |
| 1970 | Mejor actriz de reparto | Danzad, danzad, malditos | Nominada  |

Festival Internacional de Cine de Cannes
| Año  | Categoría    | Película | Resultado |
| ---- | ------------ | -------- | --------- |
| 1972 | Mejor actriz | Images   | Ganadora  |